# Ким Сон Мун
Ким Сон Мун (кор. 김성문, р.16 марта 1965) — южнокорейский борец греко-римского стиля, призёр Олимпийских игр и чемпионатов Азии.

## Биография
Родился в 1965 году. В 1988 году завоевал серебряную медаль Олимпийских игр в Сеуле. В 1989 и 1991 годах становился серебряным призёром чемпионата Азии. В 1992 году принял участие в Олимпийских играх в Барселоне, но неудачно.